# Dubbelpijl-uil
De dubbelpijl-uil (Graphiphora augur) is een nachtvlinder uit de familie van de uilen, de Noctuidae. 

## Beschrijving
De voorvleugellengte bedraagt tussen de 18 en 21 millimeter. De grondkleur van de voorvleugels is bruin. Over de vleugels lopen twee donkere gogolfde dawrslijnen. De uilvlekken zijn alleen zichtbaar aan de donkere omlijning. De achtervleugel is bruinwit.

## Levenscyclus
De dubbelpijl-uil is polyfaag. In het najaar gebruikt de soort vooral kruidachtige planten  als waardplanten, in het voorjaar eet de rups met name verder van loofbomen en struiken. De rups is te vinden van augustus tot mei en overwintert. De vlinder vliegt in een jaarlijkse generatie van halverwege mei tot halverwege augustus.

## Voorkomen
De soort komt verspreid over het Palearctisch gebied, met uitzondering van het zuiden, en het noorden van het Nearctisch gebied voor. De dubbelpijl-uil is in Nederland en België een zeldzame soort.